# Embalse Caritaya
Embalse Caritaya är en reservoar i Chile.   Den ligger i regionen Región de Tarapacá, i den norra delen av landet, 1 600 km norr om huvudstaden Santiago de Chile. Embalse Caritaya ligger 3 644 meter över havet. Arean är 3,9 kvadratkilometer. Den sträcker sig 3,2 kilometer i nord-sydlig riktning, och 3,9 kilometer i öst-västlig riktning.
Omgivningarna runt Embalse Caritaya är i huvudsak ett öppet busklandskap. Trakten runt Embalse Caritaya är nära nog obefolkad, med mindre än två invånare per kvadratkilometer.